# باغ ملک‌آباد
باغ ملک‌آباد، سابقاً روستایی با همین نام و اکنون یک باغ محصورشده در شهر مشهد است و در مالکیت آستان قدس رضوی قرار دارد. این باغ سابقاً در مالکیت رضا رئیس‌التجار بود.
این باغ پیش از انقلاب، مقر نایب‌التوالیه‌های حرم امام رضا بود.
در مجاورت این باغ بلوار ملک‌آباد واقع می‌باشد که تا حوالی دهه ۱۳۷۰ به دلیل وجود درختان سربه‌فلک کشیده و کهنسال به تونل سبز مشهد معروف بود.
منطقهٔ ملک‌آباد در کنار باغ ملک‌آباد، از مناطق اعیان نشین شهر مشهد است.